# Michał Zdzisław Zamoyski
Michał Zdzisław Zamoyski (1679 – 7 marzo 1735) è stato un nobile e politico polacco.

## Biografia
Era il figlio di Marcin Zamoyski, e di sua moglie, Anna Franciszka Gnińska. 
Nel 1714 ricoprì la carica di Maestro della caccia. Nel 1725, ereditò alla morte di suo fratello maggiore senza eredi la posizione di capo famiglia. Nel 1732 fu nominato governatore di Smolensk.

## Matrimoni

### Primo Matrimonio
Nel 1703, sposò Anna Działyńska (?-1719), figlia del governatore di Helminsky Tomasz Działyński. Ebbero sei figli:
- Ludwika, sposò Felix Ignacy Vielgorski;
- Anna Teresa, sposò Jan Chapski;
- Tomasz Antoni Zamoyski (1707-1752);
- Helena (?-1761), sposò Stanisław Potocki;
- Jan Jakub Zamoyski (1716-1790)
- Andrzej Hieronim Zamoyski (1716-1792)

### Secondo Matrimonio
Nel 1722 sposò Katarzyna Wiśniowiecka (1701-1770), figlia del principe Michał Serwacy Wiśniowiecki. Ebbero una figlia:
- Katarzyna (?-1771), sposò Jan Karol Mniszech

## Onorificenze

### Onorificenze polacche
| Controllo di autorità | VIAF (EN) 7137151778232618130002 · ISNI (EN) 0000 0001 1398 1061 |